# 병과주의
병과주의(倂科主義)란 각 죄에 대하여 독자적인 형을 확정한 이를 합산하여 형을 부과하는 방법이다.
영미법에서 흔히 볼 수 있으며, 대한민국 형법의 경우 각 죄에 정한 형이 무기징역이나 무기금고 이외의 이종의 형인 때에는 병과한다.
병과주의는 자유형 가운데 유기형을 병과할 경우 실제로는 무기형과 같은 결과가 되어 자칫 형벌을 질적으로 변화시키게 되는 문제점이 있다.

## 같이 보기
- 징역형
- 흡수주의, 가중주의, 병과주의